# S-1 (chiffrement)
Pour les articles homonymes, voir S1.
En cryptographie, S-1 est un algorithme de chiffrement par bloc dont le code source fut diffusé sur Usenet le 11 août 1995. 
Dans un premier temps les commentaires du code source laissent supposer qu'il pourrait s'agir de Skipjack, un algorithme de chiffrement alors utilisé par la NSA et gardé secret, ou au moins d'une version préliminaire. Le cryptologue David Wagner découvre cependant plusieurs failles grossières dans l'algorithme, laissant supposer que la prétendue fuite serait un canular informatique (hoax). 
En 1998 le code de Skipjack est déclassifié. Son étude confirme sans ambiguïté que S-1 était bien un canular.